# جامعة كاغوشيما
جامعة كاغوشيما (باليابانية: 鹿児島大学 كاغوشيما دايغاكو) وتعرف اختصارا باسم «كاداي» (鹿大) هي جامعة وطنية تقع في كاغوشيما، محافظة كاغوشيما، اليابان. تمتد جامعة كاغوشيما على ثلاث حرم جامعية هي شيمو-أراتا، ساكوراغاوكا، كوريموتو. تأسست الجامعة عام 1949.

## وصلات خارجية
- الموقع الرسمي لجامعة كاغوشيما